# Аттракцион

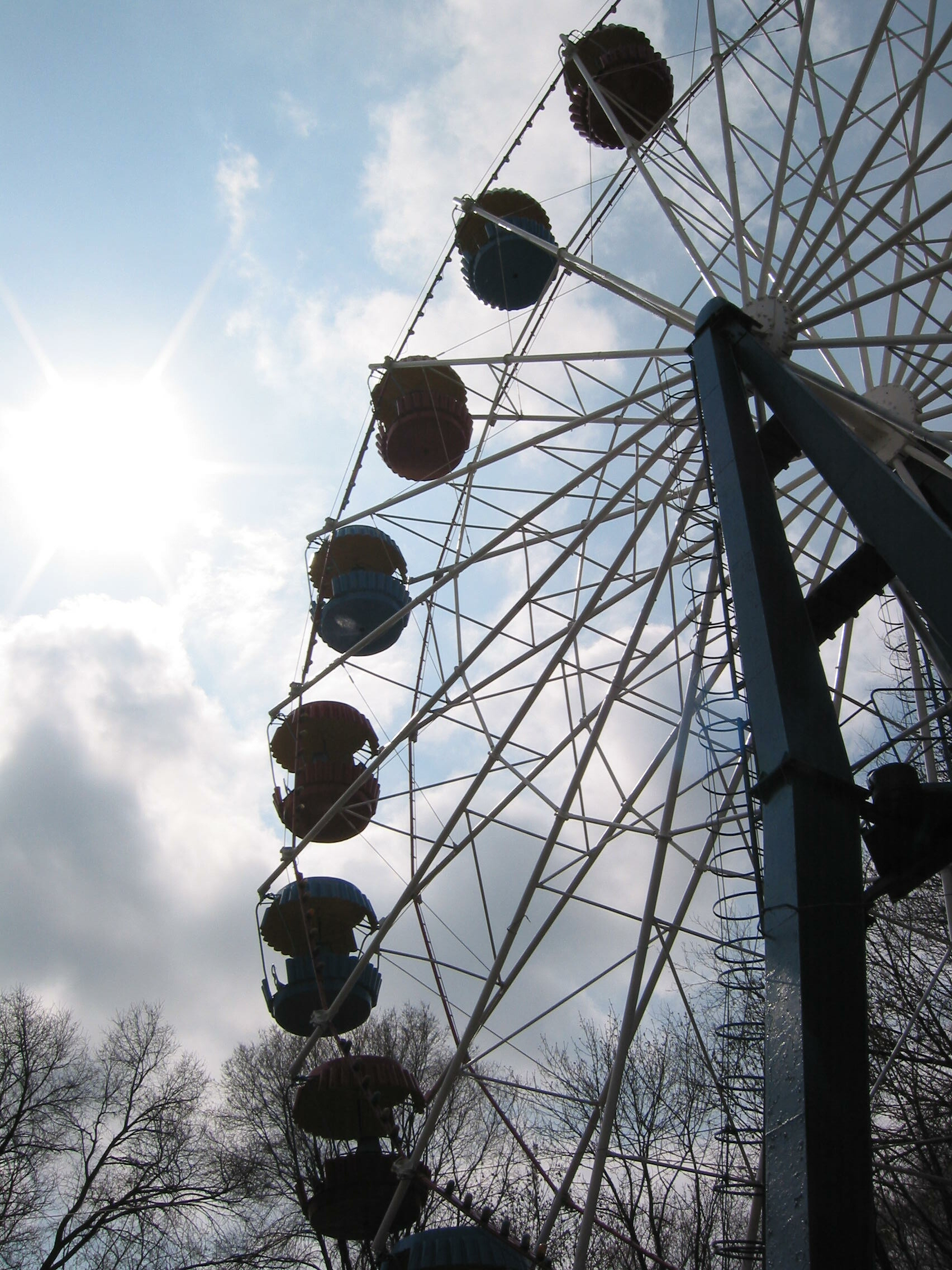
Колесо обозрения

Аттракцио́н (фр. attraction — притягивающий) — сооружение или устройство, созданное для развлечений. Обычно устанавливается в местах, предназначенных для коллективного отдыха (парки, развлекательные центры, игровые площадки).

## История аттракционов

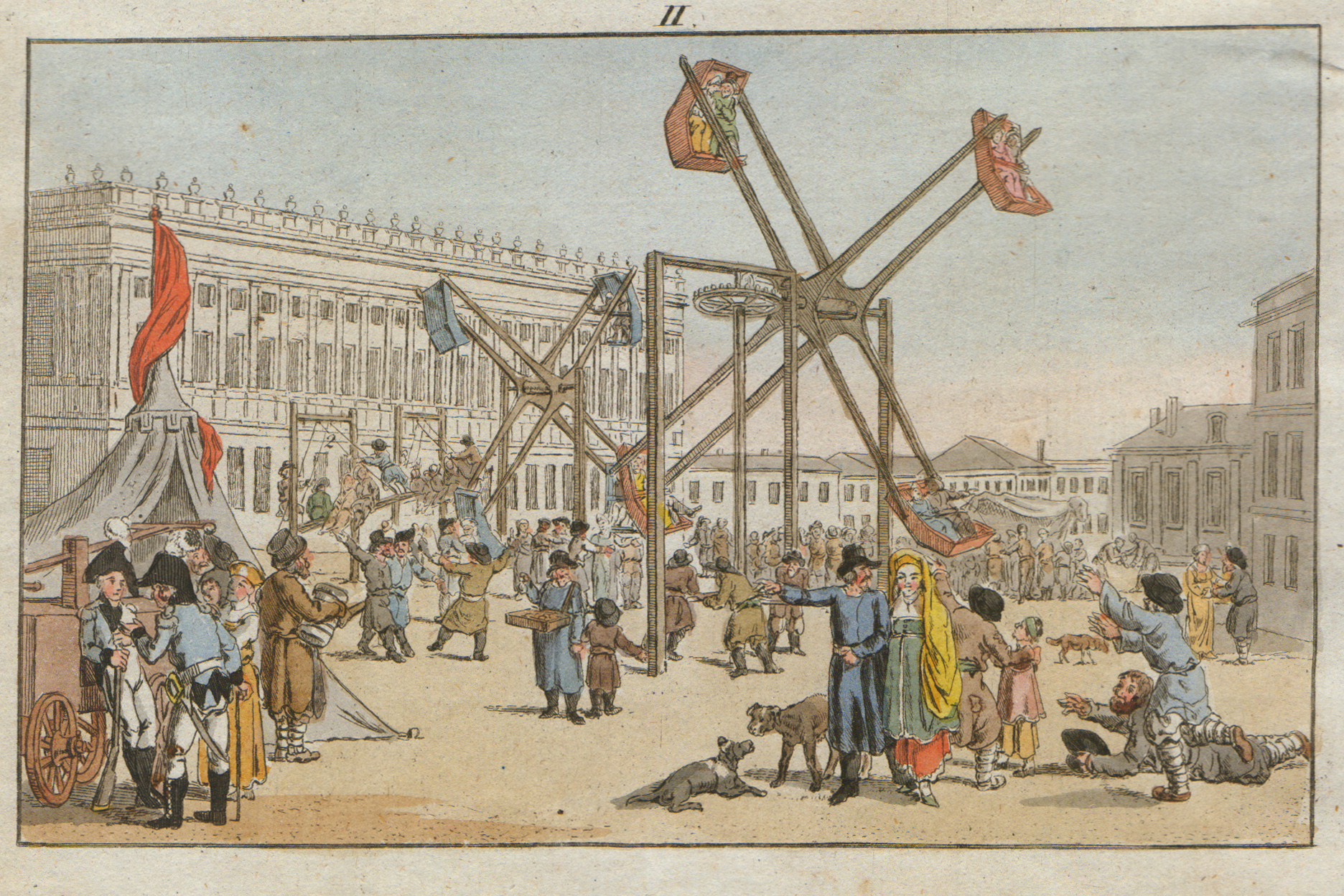
Развлечение в России XIX века

Первыми аттракционами, которые придумали наши предки, можно считать дошедшие до наших дней качели и горки для скатывания. Так, качели и ледяные горки были любимыми развлечениями в России как у простого люда, так и у высшей знати.
В XVII — XVIII веках получило широкое распространение такое развлечение, как водные игры (шуточные фонтаны). Струи воды внезапно вырывались из-под земли, окатывая участников забавы.
Настоящим прорывом в развлекательной индустрии можно считать изобретение российским учёным-инженером Андреем Нартовым «механической катальной горы» в середине XVIII века для Петра I. Эта конструкция работала долгие годы, но промышленное производство было налажено лишь через несколько десятков лет. Французы назвали этот аттракцион «Русскими горками». В наше время в России чаще используется вариант «Американские горки».
Также большую популярность приобрели карусели с лошадками. Постепенно модернизируясь, они стали классикой развлечений. Вскоре такие карусели были снабжены механизмами для создания ощущения скачек и исключения риска падения.

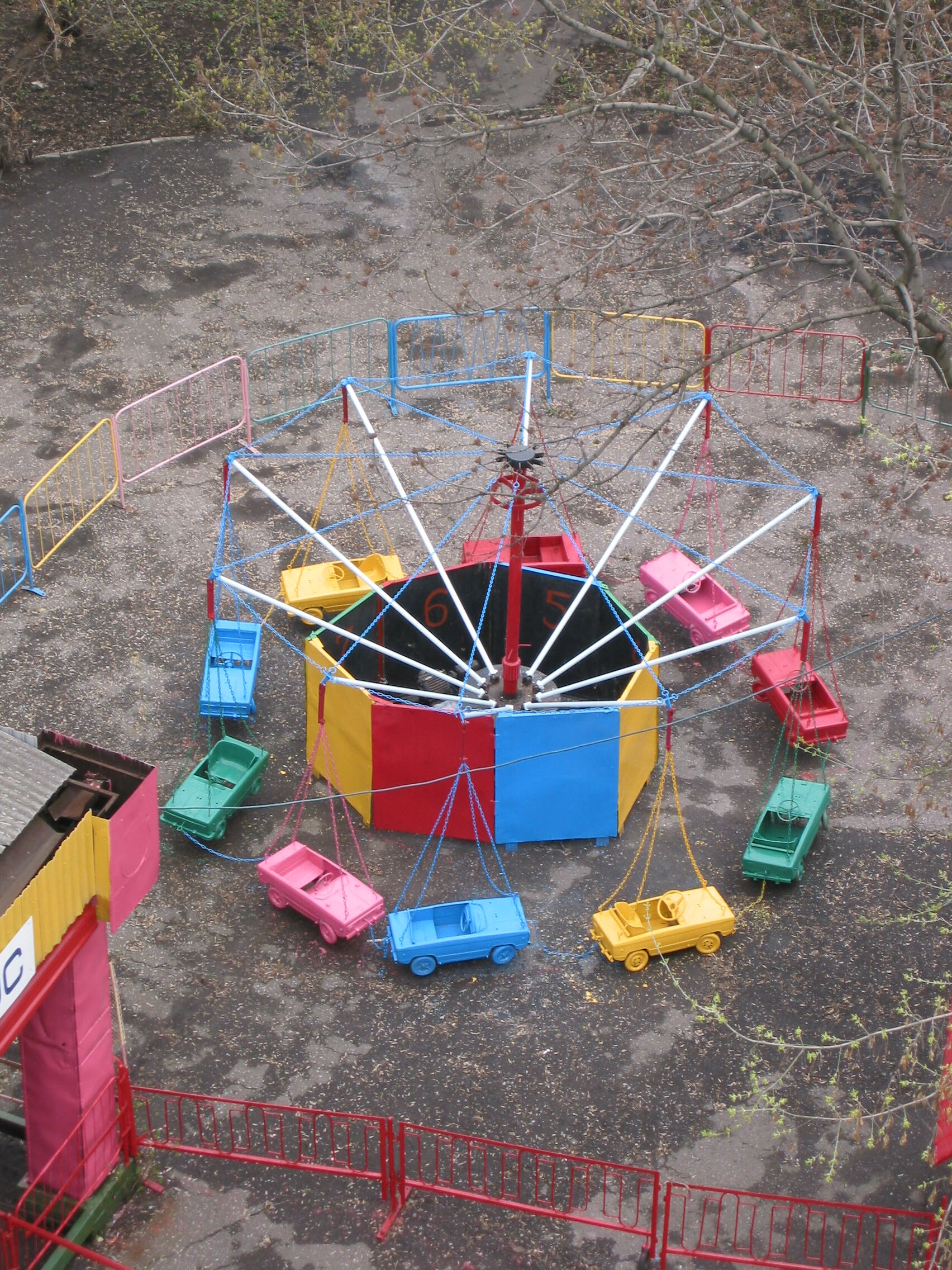
Карусель

Вначале механические аттракционы приводили в движение при помощи силы тяжести, вручную или с использованием животных. Затем в США появились первые «паровые карусели», приводимые в движение паровым двигателем.
Из Америки в Европу стали поступать различные аттракционы. В то же время из Европы в Америку поехали резчики по дереву, которые основали мастерские, где изготавливали деревянные фигуры для каруселей.
В 1884 году в Америке (Нью-Йорк) появляются первые механизированные горки с рельсами и специальными тележками на роликах. Вскоре подобный аттракцион устанавливают в Японии (1897 год).
В России первый парк аттракционов — «Луна-парк» — был открыт в Санкт-Петербурге в 1912 году на улице Офицерской (Теперь Декабристов). В состав комплекса, в частности, входили чёртово колесо (центробежный аттракцион высокой скорости, разбрасывающий людей по сторонам), катальные горки (горная железная дорога с тоннелями и крутыми виражами).
Сегодня примитивные аттракционы (качели, карусели, горки) присутствуют на любой детской площадке. Большую популярность приобретают парки аттракционов.
С развитием крупных супермаркетов и торговых центров растёт рынок малых аттракционов для закрытых помещений. Например, детские карусели «Сказка» или «Шапито». Размещённые в здании, аттракционы не зависят от погоды.
Наиболее популярными аттракционами считаются: «Детская железная дорога (аттракцион)», «Колесо обозрения», «Американские горки» и др.

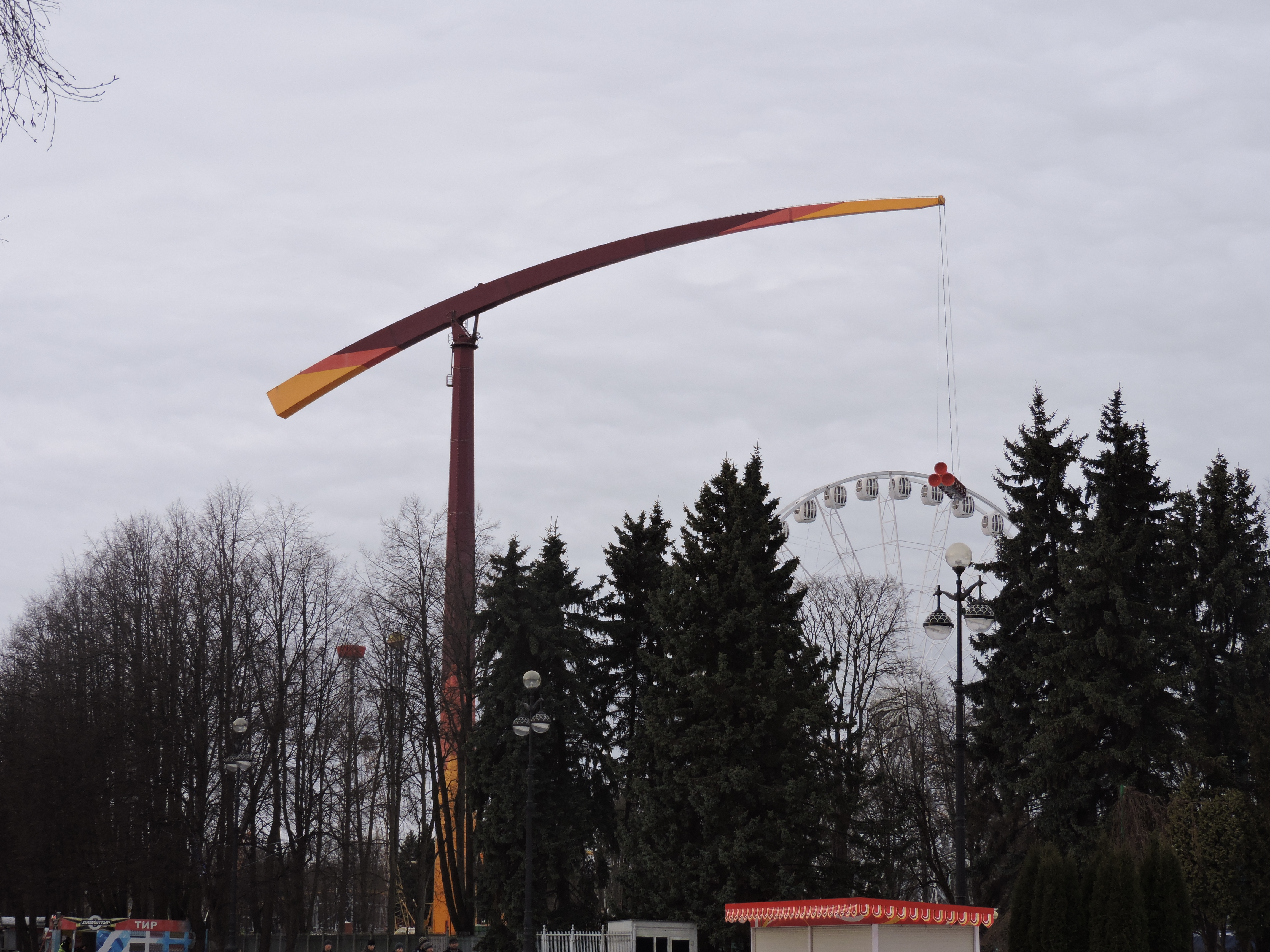
Аттракцион «Ракета» в парке аттракционов «Диво-Остров» (Санкт-Петербург)

## Интересные факты
- Самая старая «Американская горка» носит название «Лип-Зе-Дипс». Она расположена в парке «Лейкмонт», в американском городе Алтуна. Горка построена в 1902 году компанией «Эдвард Джой Мориис компани». Полная реконструкция проводилась c 1985 по 1999 года. Примечательно, что деревянная «Американская горка» «Сценик рейлвэй» в «Луна-парке» города Мельбурн район Сэйнт-Килда (Австралия) функционирует без реконструкции с 1912 года до наших дней. Проект создал Ла Маркус Адна Томпсон, которого считают создателем современных американских горок.
- Самой высокой «Американской горкой» считается аттракцион «Супермен зе искейп» в парке «Гора шести волшебных флагов» города Валенсия. Это горка с двумя дорожками и одним вертикальным переворотом. Высота горки 126,5 метров. Сконструировала аттракцион швейцарская фирма «Интамин АГ». Скорость гондолы на 15 человек достигает 160 км/ч.
- «Дубайский Глаз» (англ. Ain Dubai) в Дубае, ОАЭ — самое высокое колесо обозрения в мире высотой 250 м (диаметр 210 м), открытие для посетителей конец 2020 года.
- Колесо обозрения для самого большого количества пассажиров было построено в Лондоне для Восточной выставки 1895 года. Высота колеса составляла 84 метра. Аттракцион был оборудован десятью кабинками первого класса и тридцатью кабинками второго класса, рассчитанными на 30 человек.
- В Огайо находятся самые дорогие «Русские (американские) горки». Конструкция под названием Top Thrill Dragster обошлась устроителям в 25 миллионов долларов. Обычно такие аттракционы стоят в среднем не более 5 миллионов[источник не указан 3491 день].
- Самым крупным производителем аттракционов в мире является итальянская компания Antonio Zamperla S.P.A.[источник не указан 3491 день].